# Gustav Ludvig Wad
Gustav Ludvig Wad, född den 28 augusti 1854 i Odense, död där den 28 september 1929, var en dansk historiker. Han var son till Matthias Wad och dotterdotters son till Gustav Ludvig Baden.
Wad blev 1877 statsvetenskaplig kandidat, var 1881–1893 anställd hos överpostmästaren i Köpenhamn och blev därefter landsarkivarie i Odense. Han deltog redan 1876 i ett personhistoriskt verk om Herlufsholm och var 1883–1889 redaktör för "Personalhistorisk Tidsskrift". Wad författade vidare minnesskrifter om Vallö stift (1888) och grevskapet Knuthenborgs grundläggare Eggert Knuth och syster Larche (1881) samt utgav Herluf Trolles og Birgitte Gjøes Breve (1893) och skrev Fra Fyens Fortid (2 band, 1916), vari ingår brevväxlingen mellan Erich Christian Werlauff och Vedel Simonsen 1809–1858.

## Utmärkelser
- Riddare av Dannebrogorden,  1908[2]
- Dannebrogsmännens hederstecken,  1918[2]

[Redigera Wikidata]